# Carla Overbeck
Carla Werden Overbeck (nacida el 9 de mayo de 1968 en Pasadena, California) es una exfutbolista estadounidense que por mucho tiempo integró y fue capitana de la selección femenina de fútbol de los Estados Unidos.
Es miembro del the National Soccer Hall of Fame.
Formó parte del equipo norteamericano de fútbol femenino que ganó la medalla de oro en los Juegos Olímpicos de Atlanta 1996 y en el que ganó la medalla de plata en los Juegos Olímpicos de Sídney 2000.